# Wadi Khabb
Esta página trata del Wadi Khabb, afluente del Wadi Ghalilah, en el Emirato de Ras Al Khaimah. La página del homónimo Wadi Khabb, afluente del Wadi Tawiyean, en el Emirato de Fujairah, se encuentra en Wadi Khabb (Fuyaira).
El Wadi Khabb (en árabe: وادي خب‎, romanizado: Wādī Khab)  es un valle o río seco, con caudal efímero o intermitente, que fluye casi exclusivamente durante la temporada de lluvias, situado al noreste de los Emiratos Árabes Unidos, en el Emirato de Ras al Jaima.
Es afluente por la margen derecha del Wadi Ghalilah, y se forma principalmente por los barrancos y torrenteras que discurren por la vertiente suroeste del Jabal Hadaba (1.712 m.), situado en el límite fronterizo entre UAE y Omán; y por la vertiente sur del Jabal Khabb (1.145 m.).

## Recorrido
En su corto recorrido, de noreste a sureste, el Wadi Khabb pasa por el antiguo poblado de Khabb, situado en el centro del pequeño abanico aluvial del valle, que ha crecido mucho y se ha extendido en los últimos años hacia el sur, en dirección a la desembocadura del wadi, formando en la actualidad un importante núcleo poblacional, que se beneficia de la proximidad y buenos accesos a la ciudad de Ghalilah y la costa del Golfo Pérsico.

## Toponimia
Nombres alternativos: Wadi Khabb, Wādī Khabb, Wādī Khab, Wadi Kub, Wadi Kubb.
El nombre de este wadi quedó registrado en la documentación y mapas elaborados entre 1950 y 1960 por el arabista, cartógrafo, militar y diplomático británico Julian F. Walker, durante los trabajos efectuados para el establecimiento de fronteras entre los entonces denominados Estados de la Tregua, completados posteriormente por el Ministerio de Defensa del Reino Unido, en mapas a escala 1:100.000 publicados en 1971.
Existen interesantes referencias bibliográficas al Wadi Khabb (transliterado del árabe al inglés como Wadi Kubb), en las obras publicadas por el antropólogo británico William Lancaster.
También figura, con la grafía Wādī Khab, en el Atlas Nacional de Emiratos Árabes Unidos 

## Población
El área geográfica del Wadi Khabb estuvo poblada históricamente por la tribu seminómada Shihuh, sección de Bani Shatair (en árabe: بني شطير‎), que ocupaba, entre otros territorios, la zona tribal de Hammad.